# Samovozeči avtomobil
Samovozeči avtomobil, tudi samovozni avtomobil, je vozilo, ki je zmožno zaznavati svojo okolico in se peljati brez človeškega nadzora.
Samovozeči avtomobili imajo različna tipala, kot npr. radar, Lidar, sonar, GPS, potomer in vztrajnostne merilne enote, ki jih nadzorni sistem zbira in tolmači tako, da krmili vozilo po pravi poti ob upoštevanju prometne signalizacije in da se izogne morebitnim oviram.

## Ravni samovoznosti
Ameriško združenje SAE je leta 2016 objavilo dokument “SAE J3016™: Sistematika in opredelitve pojmov, povezanih s sistemi samovozečih motornih cestnih vozil (angl. Taxonomy and Definitions for Terms Related to On-Road Motor Vehicle Automated Driving Systems), v katerem je bilo razčlenjenih 6 stopenj samodejnosti vožnje. Pod »vozni način« je mišljena značilna okoliščina, ki vpliva na vožnjo (npr. vključevanje na avtocesto, vožnja po avtocesti, prometni zamašek, območje umirjenega prometa, ...)"
- ničta raven – nesamodejnost: Pomagala opozarjajo voznika ali le kratkotrajno posredujejo, vendar ne upravljajo stalno z vozilom npr. opozorilo pred zapustitvijo voznega pasu (LDW).
- 1. raven – vozniška pomagala (»drži«): Voznik deli nadzor nad vozilom z delnim samodejnim upravljanje. Zgledi takega sistema so: prilagodljivi tempomat (ACC), pri katerem voznik vozilo usmerja, programje pa upravlja hitrost; parkirna pomagala, ki obračajo volan, uravnavanje hitrosti pa je v domeni voznika; ohranjevalnik voznega pasu (LKA). Voznik mora biti vedno pripravljen, da nad vozilom kadarkoli prevzame popoln nadzor.
- 2. raven – delna samovoznost (»spusti«): Sistem prevzame poln nadzor nad vozilom (pospeševanje, zaviranje in krmiljenje). Voznik mora vsak trenutek biti pripravljen posredovati, če se samodejni sistem narobe odzove. Okrajšave »spusti« ni mogoče jemati čisto dobesedno, pogosto je stik rok z volanom v dokaz pripravljenosti na takojšnje posredovanje celo pogoj za delovanje.
- 3. raven – pogojna samovoznost (»zamiži«): Voznik lahko preusmeri svojo pozornost z vožnje npr. piše SMS ali gleda film. Vozilo se bo na različne situacije takoj samodejno odzvalo (npr. zasilno zaviranje, ...), vendar mora biti voznik vseeno v določenem času pripravljen prevzeti vožnjo, če je k temu pozvan.
- 4. raven – visoka samovoznost (»odmisli«): podobno kot 3. raven, vendar znotraj določenih pogojev posredovanje voznika ni nikoli potrebno. Voznik lahko npr. zaspi ali zapusti sedež, vendar je taka vožnja mogoča le znotraj vnaprej določenega območja ali le v določenih pogojih, kot je npr. vožnja v koloni. Če ti pogoji niso več izpolnjeni in voznik ne more takoj prevzeti vožnje, se mora vozilo samo varno zaustaviti.
- 5. raven – popolna samovoznost (»krmiljenje po želji«): Posredovanje voznika ni nikoli potrebno.

## Zakonodaja
Vlada RS je 29. 3. 2018 sprejela Mnenje o Predlogu zakona o spremembah in dopolnitvah Zakona o pravilih cestnega prometa, v katerem je v zadnji alineji navedeno:
»... pogoji za preizkušanje avtonomnih vozil; Na cesti se lahko določi območje, kjer lahko proizvajalci avtonomnih vozil oziroma sistemov za avtonomno vožnjo preizkušajo avtonomna vozila, pri čemer mora biti območje označeno s predpisano prometno signalizacijo. Avtonomno vozilo mora biti tudi ustrezno označeno, voziti pa ga sme le voznik, ki ni voznik začetnik. Določajo se tudi  najvišje dovoljenje hitrosti za vožnjo avtonomnih vozil v času preizkušanja, in sicer na avtocestah in hitrih cestah 100 km/h ter na ostalih cestah 50 km/h.«